# 诺厄·马隆
诺厄·马隆（英語：Noah Malone，2001年10月13日—），美国男子田径运动员。他曾代表美国参加2020年夏季残疾人奥林匹克运动会田径比赛，获得一枚金牌和二枚银牌。